# Stephen Baker (Politiker, 1819)

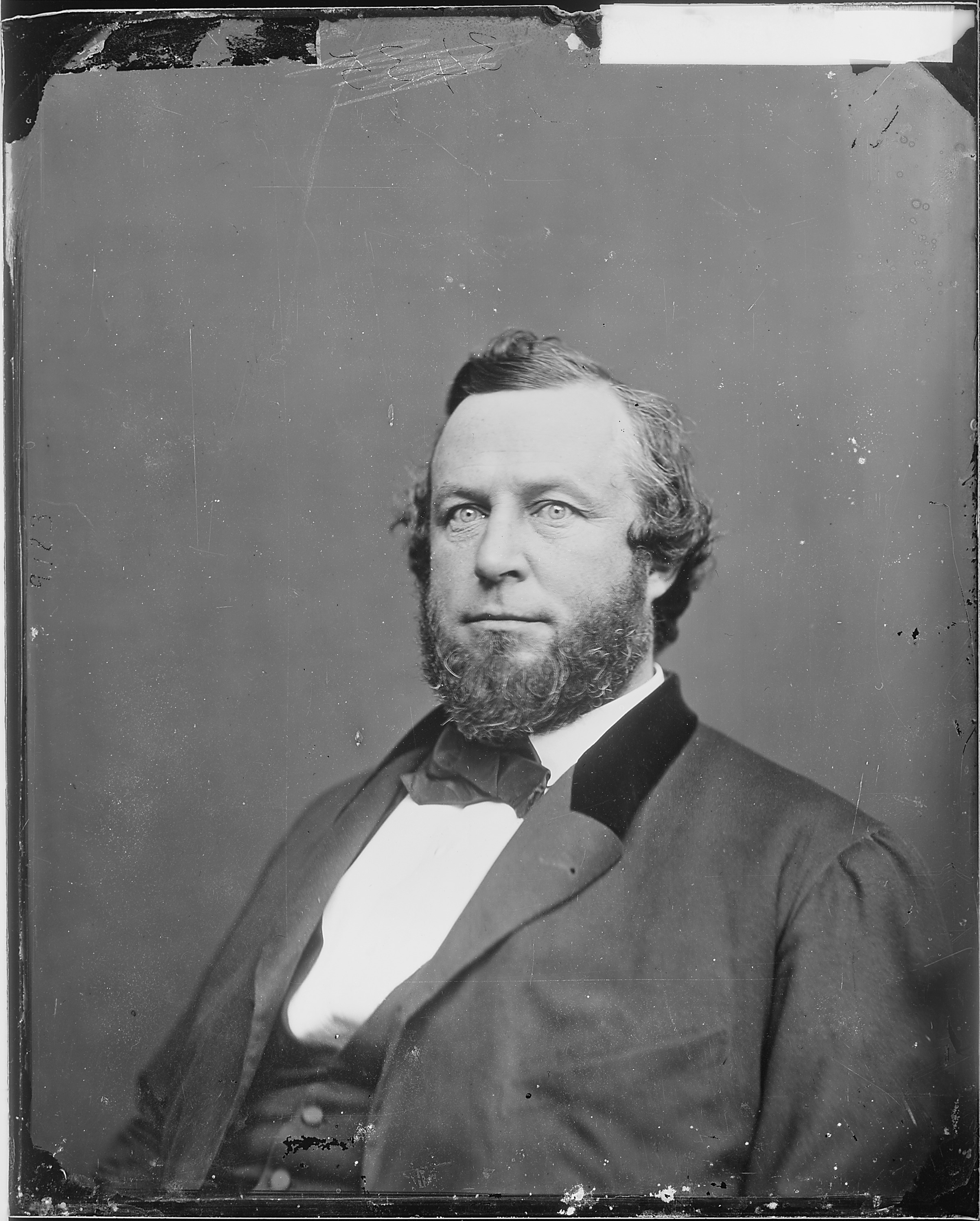
Stephen Baker

Stephen Baker (* 12. August 1819 in New York City; † 9. Juni 1875 bei Ogden, Utah) war ein US-amerikanischer Politiker. Zwischen 1861 und 1863 vertrat er den Bundesstaat New York im US-Repräsentantenhaus.

## Werdegang
Stephen Baker wurde ungefähr viereinhalb Jahre nach dem Ende des Britisch-Amerikanischen Krieges in New York City geboren. In der folgenden Zeit besuchte er Gemeinschaftsschulen. Danach war er als Importeur und Großhändler von Wollwaren tätig. 1850 zog er nach Poughkeepsie im Dutchess County. Politisch gehörte er der Republikanischen Partei an.
Bei den Kongresswahlen des Jahres 1860 für den 37. Kongress wurde Baker im zwölften Wahlbezirk von New York in das US-Repräsentantenhaus in Washington, D.C. gewählt, wo er am 4. März 1861 die Nachfolge von Charles Lewis Beale antrat. Er schied nach dem 3. März 1863 aus dem Kongress aus.
Baker gab seine Geschäftsaktivitäten auf und ging in den Ruhestand. Am 9. Juni 1875 verstarb er auf den Weg nach Kalifornien in einem Zug bei Ogden – eine Reise, die er aus gesundheitlichen Gründen machte. Sein Leichnam wurde dann auf den Rural Cemetery in Poughkeepsie beigesetzt.